# Alexander von Wangenheim (General)
Alexander Friedrich Karl Ludwig Freiherr von Wangenheim (* 21. September 1792 in Gumbinnen; † 15. Juni 1867 in Winterstein) war ein preußischer Generalleutnant aus der Familie von Wangenheim.

## Leben

### Herkunft
Alexander war ein Sohn des Oberforstmeisters und Dendrologen Friedrich Adam Julius von Wangenheim (1749–1800) und dessen Ehefrau Wilhelmine Henriette Charlotte Sophie, geborene von Bornstedt (1768–1840).

### Militärkarriere
Wangenheim besuchte die Kadettenhäuser in Stolp und Berlin. Anschließend wurde er Ende Oktober 1808 nach Hause entlassen und betätigte sich als Assessor. Zu Beginn der Befreiungskriege trat Wangenheim dem Lützowschen Freikorps bei und kam Anfang Juni 1813 als Sekondeleutnant in das 6. Kurmärkische Landwehr-Infanterie-Regiment der Preußischen Armee. Er nahm an den Blockaden von Wittenberg, Magdeburg, Sedan und Montmédy sowie der Belagerung von Mézières teil. Für sein Verhalten beim Sturm auf Médy-Bas wurde Wangenheim mit dem Eisernen Kreuz II. Klasse ausgezeichnet.
Am 1. Oktober 1814 kommandierte man Wangenheim zur Dienstleistung im Ingenieurkorps. Er absolvierte zur weiteren Ausbildung die Allgemeine Kriegsschule, wurde dem Ingenieurkorps aggregiert und stieg bis Mitte November 1817 zum Kapitän II. Klasse bei der 1. Ingenieur-Brigade auf. Wangenheim fungierte von August 1818 bis April 1824 als zweiter Adjutant des Chefs des Ingenieurkorps von Rauch. Anschließend war er Ingenieuroffizier vom Platz in Küstrin. Daran schloss sich am 26. April 1827 eine Verwendung als Assistent bei der Ingenieurabteilung des Allgemeinen Kriegsdepartements an. Unter Belassung in diesem Verhältnis wurde Wangenheim am 21. Dezember 1827 der 1. Ingenieur-Brigade aggregiert. Zugleich war er auch als Mitglied der Prüfungskommission für Ingenieurkapitäne II. Klasse tätig. Am 12. Mai 1832 beauftragte man ihn dann mit der Wahrnehmung der Geschäfte als Vorstand der Ingenieurabteilung des Allgemeinen Kriegsdepartements. In dieser Stellung erhielt Wangenheim Ende Mai 1832 den Charakter als Major und am 21. August 1832 das Patent zu diesem Dienstgrad. Am 29. November 1833 folgte seine Ernennung zum Vorstand der Ingenieurabteilung und Mitte September 1841 die Beförderung zum Oberstleutnant. Wangenheim wurde am 12. Februar 1842 Inspekteur der 1. Ingenieur-Inspektion und war zeitgleich ab Juni 1842 auch Mitglied der Militärstudienkommission. Im Januar 1844 nahm man ihn in den Johanniterorden auf und befördert Wangenheim Ende März 1844 zum Oberst. Am 27. März 1849 wurde er Inspekteur der Vereinigten Artillerie- und Ingenieurschule und Anfang April 1850 zum Generalmajor befördert. Zunächst beauftragte man ihn dann am 19. November 1850 mit der Führung des Allgemeinen Kriegsdepartements und ernannte Wangenheim am 14. April 1851 zum Direktor. Nach dem Ausscheiden des bisherigen Kriegsministers von Stockhausen war Wangenheim vom 31. Dezember 1851 bis zum 13. Januar 1852 mit der Wahrnehmung der Geschäfte des Ministeriums beauftragt. In Anerkennung seiner langjährigen Verdienste zeichnete ihn König Friedrich Wilhelm IV. am 13. Juli 1854 mit dem Stern zum Roten Adlerorden II. Klasse mit Eichenlaub aus. Am 1. März 1855 nahm Wangenheim unter Verleihung des Charakters als Generalleutnant seinen Abschied mit der gesetzlichen Pension.

### Familie
Wangenheim verheiratet sich am 22. Dezember 1820 in Berneuchen bei Landsberg an der Warthe mit Ernestine Henriette von dem Borne (1797–1854). Aus der Ehe ging folgende Kinder hervor:
- Friederike (* 1823) ⚭ 14. April 1845 Cäsar von Wangenheim, Kammergerichtsrat
- Rosalie Kunigunde (1826–1905) ⚭ 1848 Otto von Mentzel († 1895), Wirklicher Geheimer Rat
- Friedrich Ernst (1827–1904), preußischer Generalleutnant ⚭ 1890 Marie Hetschko verwitwete von Eckhardsberg
- Ernst Wilhelm (1829–1887), preußischer Generalmajor ⚭ 1856 Cecilie von der Osten (1836–1917)
- Maria Ulrike (* 1833)
- Cecilie Petronella (* 1835) ⚭ 3. Dezember 1861 Georg von Wangenheim († 1867), Herr auf Sonneborn